# Georg Rheineck

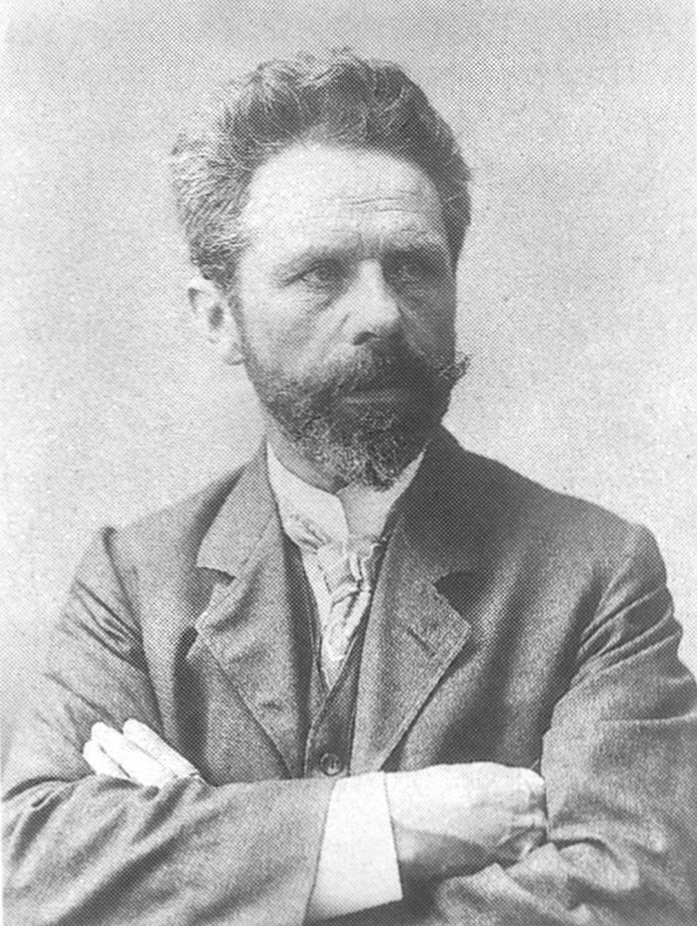
Georg Rheineck

Georg Rheineck (* 24. Mai 1848 in Neckarsulm; † 4. Juli 1916 in Stuttgart) war ein deutscher Bildhauer. Er verbrachte den größten Teil seines Berufslebens in Stuttgart. Seine Werke sind ein einem konservativ-realistischen Stil gehalten. Vor allem im Stuttgarter Raum haben sich einige öffentlich zugängliche Werke von Rheineck erhalten.

## Leben

### Herkunft
Georg Emil Rheineck wurde am 24. Mai 1848 in Neckarsulm als jüngstes von 5 Kindern geboren. Sein Vater war der aus Ulm stammende Arzt Eduard Rheineck (1811–1873), der 1835 als Oberamtswundarzt nach Neckarsulm kam und 1866 Distriktsarzt in Löwenstein wurde. Rheinecks Mutter Ida Meßner war eine Tochter des Neckarsulmer Oberamtsarztes Georg Meßner. Nach ihrem Tod 1863 heiratete Eduard Rheineck 1865 Pauline Fromm, die Tochter des Calwer Oberamtmanns Christian Ludwig Fromm. Rheinecks 10 Jahre älterer Bruder Eduard Rheineck (1838–1918) war ebenfalls Bildhauer.

### Ausbildung
Nach dem Besuch der Latein- und Realschule absolvierte Rheineck 1862 bis 1866 eine Lehre in der Bildhauerwerkstatt von Johann Zartmann in Neckarsulm, besuchte die gewerbliche Fortbildungsschule in Heilbronn und legte die Gesellenprüfung ab. Danach bildete er sich neben seiner Berufstätigkeit künstlerisch weiter.
Rheineck nahm als Soldat am Deutsch-Französischen Krieg 1870/1871 teil. 1873/1874 studierte er unter Theodor von Wagner an der Königlichen Kunstschule, später Staatliche Akademie der Bildenden Künste Stuttgart, zusammen mit Adolf Fremd, Rudolf Dietelbach, Theodor Bausch und Albert Gäckle. Von 1876 bis 1879 setzte er sein Studium an der Kunstakademie Dresden fort bei Adolf Breymann und Ernst Hähnel.

### Berufsleben
1879 heiratete Rheineck die aus Öhringen stammende Emma Clothilde Rosshirt (1816–1883). Aus der Ehe gingen die beiden Töchter Emma und Ida hervor. 1883 zog das Ehepaar nach Leipzig, wo sich Rheineck als Künstler einen Namen machte. Er sei ein vortrefflicher Künstler und ein anspruchsloser, liebenswürdiger Mensch, so der Gewandhauskapellmeister Carl Reinecke, für den er eine Büste anfertigte. 1883 starb Rheinecks Ehefrau, ein schwerer Schicksalsschlag, von dem er sich zeitlebens nicht mehr erholte. Die Töchter wuchsen bei Verwandten in Öhringen und Pforzheim auf, Rheineck selbst zog 1885 nach Karlsruhe, wo er als Gehilfe des Professors der Kunstgewerbeschule Adolf Heer arbeitete. 1886 ließ er sich in Stuttgart nieder. Dort wohnte er von 1887 bis 1898 in der Eugenstraße 17, bis 1903 in der Landhausstraße 33, bis 1906 in der Blumenstraße 13 und zuletzt bis zu seinem Tod in der Reinsburgstraße 84.

### Lebensabend
Rheineck starb nach längerem Leiden im Alter von 68 Jahren am 4. Juli 1916 in Stuttgart. Sein Grab auf dem Stuttgarter Pragfriedhof ist nicht mehr vorhanden. Der Grabstein mit einer von Rheineck geschaffenen Figur befindet sich in der Sammlung des Heimat- und Museumsvereins Neckarsulm.
Der Stuttgarter Maler Theodor Lauxmann urteilte über ihn: „Mit ihm ist wieder ein echt schwäbischer Künstler ins Grab gesunken, den die Zeitgenossen nicht genügend beachtet und geschätzt haben.“

## Werk
Werkverzeichnis: #Löslein 1996, Seite 34–43.
Nach dem Urteil des Stadtarchivs Neckarsulm waren Rheinecks Werke „qualitätvoll und zeittypisch. Sein konservativer, realistischer Stil mag daher rühren, dass fast alle seine Arbeiten Auftragsarbeiten waren, bei denen er den Geschmack seiner überwiegend bürgerlichen Auftraggeber treffen musste. Er fertigte Büsten, Medaillons, Grabmäler, Skulpturen und Gefäße.“
| → Spaltensortierung |
| - Eine Spalte sortieren: das Symbol im Spaltenkopf anklicken. - Nach einer weiteren Spalte sortieren: Umschalttaste gedrückt halten und das Symbol anklicken. |

| Bild | Jahr | Ort       | Standort                                                 | Objekt |
| ---- | ---- | --------- | -------------------------------------------------------- | --- |
|      | 1890 | Stuttgart |                                                          | Hauptfassade und rechte Seitenfassade der ehemaligen Kunstschule Stuttgart in der Urbanstraße 37. Die Hauptfassade zierten Figuren und Reliefs in Kalkstein von Georg Rheineck: - Eingang: Büsten von Minerva und Apollo. - 1. Obergeschoss: Raffael und Michelangelo. - 2. Obergeschoss : Phidias und Apelles. - 3. Obergeschoss: Relief mit Kinderbildhauern und Relief mit Kindermalern. Nach den Zerstörungen des Zweiten Weltkriegs und dem Abbruch des Gebäudes 1964 wurden die Figuren von Raffael und Michelangelo gerettet und nach jahrzehntelanger Einlagerung auf einem Bauhof des Staatlichen Hochbauamts Stuttgart auf Veranlassung von Rektor Wolfgang Kermer im Innenhof des Altbaus der Kunstakademie Stuttgart aufgestellt (siehe unten). |
|      | 1890 | Stuttgart | Kunstakademie Stuttgart, Altbau                          | Kalksteinstandbild des Raffael mit Palette, ursprünglich linke Nischenfigur an der Hauptfassade im 1. Obergeschoss der Kunstschule in der Urbanstraße 37. Heutiger Standort: Innenhof des Altbaus der Kunstakademie Stuttgart. |
|      | 1890 | Stuttgart | Kunstakademie Stuttgart, Altbau                          | Kalksteinstandbild des Michelangelo mit Bildhauerfäustel, ursprünglich rechte Nischenfigur an der Hauptfassade im 1. Obergeschoss der Kunstschule in der Urbanstraße 37. Heutiger Standort: Innenhof des Altbaus der Kunstakademie Stuttgart. |
|      | 1892 | Stuttgart | Städtischen Lapidarium Stuttgart                         | Kalksteinstandbild einer Fackelträgerin von der ehemaligen Villa Gaucher in der Heilbronner Straße 157/159, Städtisches Lapidarium Stuttgart, Inventarnummer 381. |
|      | 1893 | Stuttgart | Städtischen Lapidarium Stuttgart                         | Marmorstandbild eines jungen Mädchens mit Kranz vom ehemaligen Grab Schiedmayer auf dem Pragfriedhof, Städtisches Lapidarium Stuttgart, Inventarnummer 280a. |
|      | 1893 | Stuttgart | Städtischen Lapidarium Stuttgart                         | Marmorstandbild eines jungen Mädchens mit Urne vom ehemaligen Grab Schiedmayer auf dem Pragfriedhof, Städtisches Lapidarium Stuttgart, Inventarnummer 280b. |
|      | 1895 | Stuttgart | Pragfriedhof                                             | Grabmal der Familie Nicolas Gaucher (1846–1911) in Abteilung 44 des Pragfriedhofs. Porträtbüste von Nicolas Gaucher und lebensgroße Figur seiner 1895 mit 21 Jahren gestorbenen Tochter. |
|      | 1894 | Stuttgart | Landesgewerbemuseum Stuttgart, heute Haus der Wirtschaft | Maschinenbau und Elektrotechnik, 2 allegorische Attikastandbilder, datiert und signiert, um 1965 zusammen mit den insgesamt zwölf Attikafiguren abgenommen und an wechselnden Orten gelagert, seit 2002 in einem Natursteinwerk in Eppingen. |
|      | 1898 | Ulm       | Landgericht Ulm                                          | 2 Löwen an der Freitreppe zum Landgericht Ulm. |
|      | 1905 | Stuttgart | Rathaus Stuttgart                                        | Standbild aus rotem Sandstein von Georg Wilhelm Friedrich Hegel für das alte Stuttgarter Rathaus, das im Zweiten Weltkrieg zerstört wurde. Modell: Georg Rheineck, Ausführung: Daniel Stocker. Das gerettete Standbild wurde an dem neuen Rathaus an der Fassade zur Eichstraße wieder angebracht. |
|      | 1908 | Stuttgart | Markuskirche                                             | 2 von 8 Hartstuckreliefs mit Motiven aus dem Markusevangelium in der Stuttgarter Markuskirche zwischen der Arkadenzone und dem Obergaden: - „Du bist mein lieber Sohn, Marc 1,11“. - „Und er half vielen Kranken, Marc 1,11“ (irrtümlich Markus 1,11 statt 1,34). |
|      | 1909 | Neuffen   | Hohenneuffen                                             | Denkmal für Eduard Paulus auf dem Hohenneuffen mit einem Reliefbildnis des Kunsthistorikers. |